# Affaire des généraux
L'affaire des généraux est le nom donné à un scandale militaire et politique de la Quatrième République concernant la communication au Việt Minh d'un rapport secret rédigé par le Général Georges Revers, chef d'état-major de l'Armée de terre, portant sur la situation en Indochine,.

## Contexte: la Guerre d'Indochine

### Informations de base
En 1945, à la suite du coup de force japonais de 1945 en Indochine et à la capitulation japonaise, le régime colonial se retrouve affaibli, face aux résistances nationalistes présentes sur le territoire.
À la suite de la Révolution d'Août, le Việt Minh s'est emparé de la majorité du Viet Nam, et plusieurs accords et conférences, telles les Accords Hô-Sainteny de mars 1946 et la conférence de Fontainebleau de l'été de la même année n’empêchent pas une guerre d'éclater en Indochine entre le corps expéditionnaire français et les guérillas du Viet Minh.
En 1948, les trois colonies du Tonkin, de l'Annam et de la Cochinchine sont unifiées dans un Gouvernement central provisoire du Viêt Nam, qui devint l'année suivante l'État du Viêt Nam, dirigé par l'empereur Bảo Đại.

### Jeux politiques entre Vietnamiens
À Paris, différentes factions vietnamiennes luttent pour exercer leur influence : les partisans de l'empereur Bảo Đại, les nationalistes indépendants et les sympathisants Việt Minh. Ces trois groupes entretiennent des rapports troubles.
Hoang Van Co, journaliste, directeur de "L'Horizon vietnamien", chef de la section Empire du ministère français de l'Information, délégué du gouvernement provisoire du Viet Nam et soutenant Bao Dai, promeut sa cause, y compris par la distribution de fonds à des personnalités en métropole, dont un certain « Monsieur Paul » dont l'identité fera longtemps débat. Certains donnent le nom de Paul Grossin, d'autres celui de Paul Auriol, le fils du président,. Selon l'enquête de la DST, « Monsieur Paul » est en réalité Roger Peyré, individu proche des généraux Mast et Revers.

## Personnages

### Roger Peyré
Roger Peyré, officiellement agent commercial en tissus et textiles domicilié chez la société Henri Rossi, 5 rue de Prony, à Paris, est impliqué dans diverses intrigues politiques et a acquis une réputation douteuse. Il est un agent du SDECE sous le nom de code AP 15. Plus tard, certains prétendront que Peyré, que le colonel Fourcaud, numéro deux du SDECE, avait décrit comme "falot", était un outil de cette agence, qui lui fournissait des informations pour en avoir d'autres en échange.
Condamné dans une affaire de recel en 1938, il sera durant la guerre, agent double, chef de la section P.P.F. de Tonneins et ami de Jacques Doriot. Il est condamné à la dégradation nationale à vie en 1946 pour avoir collaboré avec la Gestapo. Un an plus tard, il est fait chevalier de la Légion d'honneur, recommandé par le général Revers comme un « excellent résistant très méritant ».
Ses intrigues se poursuivent après la guerre, au service des services spéciaux américains et français et de personnalités indochinoises telles que Van Co. Il se rapproche de Revers, qui fait partie de la même loge maçonnique et se targue d'être bien introduit dans certains milieux politiques. Le colonel Bravelet, chef de cabinet du général Revers, expliquera devant la commission d'enquête parlementaire que les informations transmises par Peyré étaient valables, mais que ce dernier ne citait jamais ses sources. Il exerce une influence notable sur Revers, qui le sollicite à maintes reprises pour obtenir des informations et son appui dans diverses démarches politiques ou militaires. Ainsi il l'aidera dans ses requêtes telles qu’empêcher le général Billotte de succéder à Juin car il veut prendre sa place, obtenir une entrevue avec le président du Conseil ou être tenu au courant de ce qui s'est dit au cours du conseil des ministres.
Le général Mast prend lui aussi contact avec Peyré en février 1948, ayant le projet de devenir Haut commissaire en Indochine.

## Le rapport

### Thème du rapport et sa rédaction
En mai 1949, le général Revers effectue une mission d'inspection en Indochine. Il s'y rend le 13 mai, précédé par son fidèle Peyré, qui veut participer au trafic de piastres et qui apporte des échantillons de drap pour l’intendance militaire, place des peignes, des brosses à dents et vend à l’Hôtel Continental 24 000 francs de corbeilles en papier.
Peyré prend contact avec diverses personnalités afin qu'elles répondent à Revers que Mast est l'homme de la situation. Il contacte des délégués du Viet-Minh avant de se rendre compte que ce ne sont pas des interlocuteurs assez haut placés. Après que le général Xuan lui ait remis 30 000 piastres, il rentre à Paris avant Revers, où il reçoit de Van Co deux chèques d'un million de francs chacun, 500 000 francs en liquide ainsi qu'un réfrigérateur de 150 000 francs.

### Contenu du rapport
Après être revenu le 21 juin 1949, Revers va d'abord chez le président du conseil, le ministre de la France d'Outre-Mer ainsi que celui de la Défense. Des échos sont publiés par Paul Deheme dans sa Lettre confidentielle, 
Le rapport, dont l'objectif est d'étudier « toutes mesures propres à assurer la pacification dans un délai aussi bref que possible » est terminé le 29 juin 1949; il comporte 25 pages, cinq appendices, six pièces jointes et 18 annexes et s'articule en deux parties, l'une sur la situation actuelle et l'autre sur l'avenir. Il se montre sévère pour l'incohérence de la politique française, la corruption du régime de Bao-Daï, et pessimiste sur la situation militaire. Il recommande le repli des postes avancés sur le delta tonkinois. Son désaccord est total avec le ministère de la France d'outre-mer et son titulaire, M. Paul Coste-Floret, M.R.P.
Après avoir constaté la perte de contrôle sur la plus grande partie du territoire, le peu de fiabilité des troupes locales et le manque de matériel adéquat, il évoque le faible moral des troupes, causé, selon lui, par l'absence de buts clairs. Un autre élément qu'il signale est l'influence de la Chine communiste, sachant que Tchang Kaï-chek et le Kuomintang sont en train de perdre le contrôle de la Chine continentale.
Pour améliorer les positions militaires de la France en Indochine, il propose plusieurs solutions, telles que la formation d'une armée vietnamienne, l'appel au nationalisme local contre les Chinois, l'évacuation de certains postes frontaliers ne pouvant être défendus ainsi que l'internationalisation du conflit en demandant l'aide d'autre puissances telles que le Royaume-Uni et la Thaïlande, intéressées à contenir le communisme en Asie.

### Diffusion du rapport
Ce rapport est normalement destiné aux autorités officielles; sa nature hautement sensible le fait imprimer, en 50 exemplaires, sous les plus hautes précautions, sur une seule machine dans un atelier militaire, sous la garde de deux gardes républicains, les mauvaises feuilles étant brulées.
Au total, 33 exemplaires sont officiellement distribués, les autres étant entreposés dans le cabinet du général Revers, qui envoie le numéro 27 à Mast.

### Fuites
Cependant, des fuites ont lieu : le 9 juillet 1949, Peyré demande un exemplaire au lieutenant-colonel Bravelet, aide-de-camp de Revers, qui refuse. Deux jours plus tard, le haut-commissaire Pignon est informé, par des amis, que ce rapport ne l'épargne pas. Il s'en confie au commandant Maleplate, qui apprend que Van Co en possède une copie. Le 23 juillet 1949, Maleplate récupère trois exemplaires fidèlement polycopiés du rapport.
Des fuites ont également lieu à Saïgon, permettant la communication de ce rapport à des sympathisants du Việt Minh. D'autres auteurs accusent le député PCF André Mercier d'avoir volé, dans la serviette de Paul Reynaud, un rapport "Très Secret" qui s'est avéré être le rapport Revers.
Le ministère de l'Outre-Mer apprend le 26 aout 1949 qu'une radio du Viet Minh diffuse des extraits commentés de ce rapport.

## Découverte du pot au roses

### Une bagarre près de la gare de Lyon à Paris
Le 18 septembre 1949, près de la gare de Lyon, un receveur de l’autobus 91 intervient pour mettre fin à une bagarre entre deux Asiatiques et un Français en uniforme qui s'en est pris violemment à ces deux hommes pour ne l'avoir pas aidé à monter sur la plate-forme. Tous descendent à la gare mais sont rattrapés à l’issue d'une course-poursuite et envoyés au commissariat de la gare.
Les policiers réussissent à établir les identités de ces trois hommes : le Français est le soldat de seconde classe Thomas Perez, du 1er Régiment de marche du Tchad, en permission après avoir été rapatrié d'Indochine et être sorti du Val-de-Grace pour terminer sa convalescence à Juan-Les Pins. Les deux Asiatiques sont le docteur en droit Do Daï Phuoc, qui sera identifié comme un sympathisant Viêt Minh, et Nguyen Minh, un ami à lui. Dans la serviette du premier est trouvée une liasse de feuillets dactylographiés estampillés « très secret ». Il s'agit du rapport rédigé par le général Revers. L'affaire est aussitôt transmise à la DST.
Certains ont émis des doutes sur le caractère accidentel de la bagarre, qui aurait pu n'être qu'une occasion pour révéler l'affaire. Edgar Faure, qui était à l'époque secrétaire d'État au budget, écrit dans ses Mémoires que Roger Wybot, directeur de la DST, « machina une incroyable farce » afin « d'en tirer parti pour exécuter le général Revers ». Cette bagarre lui permettait d'entrer officiellement en possession du rapport dont la radio du Viet Minh avait déjà diffusé des extraits.

### Enquête et traitement gouvernemental
L'enquête de la DST est supervisée par le directeur Roger Wybot. Do Daï refuse d'indiquer dans quelles circonstances il est entré en possession du rapport. Le 19 septembre, il est déféré devant la justice militaire sous l'inculpation d'atteinte à la sûreté extérieure de l'État. Les correspondants figurant sur son carnet d'adresses déclarent posséder une copie du rapport, et disent les tenir du prince Vinh Xa (cousin de Bao Daï), agent double pour Hô Chi Minh et pour le nationalisme anti-Bảo Đại, chez qui des exemplaires sont trouvés, ainsi que chez des organisations vietnamiennes, pour un total de 72.
Selon Roger Wybot, le carnet d'adresses de Do Daï est rédigé en code inexploitable. La DST perquisitionne chez deux sympathisants du Viet Minh et découvre un deuxième exemplaire du rapport. Ils indiquent le tenir d'un certain Tran Ngoc Danh, ancien délégué du Viet-Minh à Paris. Celui-ci a quitté la France quelques semaines plus tôt. Exploitant un renseignement du bureau de liaison de la France d'outre-mer, les enquêteurs de la DST perquisitionnent chez Van Co, conseiller de l'empereur Bảo Đại à Paris. Ils y trouvent deux exemplaires du rapport. 38 autres rapports sont saisis à la légation du Viet-Nam, prêts à être expédiés à une liste de personnalités françaises et vietnamiennes. Wybot alerte le ministre de l'Intérieur Jules Moch et parvient, avec certaine difficulté, à faire authentifier le rapport par le ministre de la Défense nationale Paul Ramadier.
À ce stade la DST identifie deux types de fuites : l'une vers le Viêt Minh et l'autre vers l'entourage de Bảo Đại. Par ailleurs seul le volet politique du rapport Revers a été diffusé, avec des variantes selon ses destinataires. Les exemplaires destinés à l'entourage de l'empereur contiennent trois annexes louangeuses à son égard. En revanche les exemplaires à l'intention du Viêt Minh comportent une quatrième annexe très sévère à l'égard de Bảo Đại. Seule la diffusion du rapport vers le Viêt Minh constitue une trahison caractérisée.
Van Co explique avoir obtenu le rapport par l'intermédiaire d'un certain Roger Peyré, qui apparaît comme un proche du général Revers. Interrogé, Peyré commence par nier avoir remis le rapport à Van Co. Puis il avoue que ce rapport lui a été remis par le Général Mast, proche de Revers, à l'occasion d'une visite chez lui. Il a été convenu que Peyré le transmette à Van Co. Interrogé à son tour, Mast nie et assure n'avoir jamais reçu Peyré à son domicile. Or Peyré a décrit aux enquêteurs l'appartement de Mast dans ses moindres détails. Il croit être couvert par ses protecteurs, mais constate progressivement que Mast et Revers l'abandonnent à son sort.
Identifié comme « Monsieur Paul » Peyré confie alors avoir donné un million au général Revers pour qu'il aide à faire nommer Mast haut-commissaire en Indochine, la même somme à Mast pour qu'il prépare sa candidature et cinq cent mille francs au président Le Troquer pour rétribuer ses démarches en faveur de la candidature de Mast. Ces fonds ont été versés à l'initiative de Van Co.
À l'occasion d'un nouvel interrogatoire à la DST, Peyré reconnaît avoir communiqué un autre exemplaire du rapport à Vinh Xa, lequel se prétend proche des milieux nationalistes hostiles à Bảo Đại, mais est en réalité un agent double au service du Viêt Minh.
Wybot demande alors à Pierre Bertaux, directeur de la Sûreté Nationale, de faire arrêter Revers. Bertaux appelle le ministre de l'Intérieur Jules Moch, qui veut  faire arrêter Revers avant que Bertaux lui fasse remarquer que le chef d'état-major dépendait du président du Conseil. La version de Wybot est différente : le 22 septembre, il convainc Jules Moch qu'il n'est pas possible de faire arrêter les généraux Mast et Revers car celui-ci était libre de communiquer tout ou partie de ses plans, même à ses adversaires. De plus, les fuites ne concernent que le volet politique du rapport. Il n'y a donc pas de trahison. En présence du président du Conseil Henri Queuille, il est décidé que Paul Ramadier convoquera les généraux pour entendre leurs explications. Des sanctions administratives leur seront ensuite infligées.
Moch, Ramadier et Henri Queuille se réunissent à Matignon. Ramadier reçoit carte blanche de Queuille et convoque les chefs des polices civiles. L’enquête faite, et le rapport saisi examiné, Ramadier décide du non-lieu dans cette affaire, l'inculpation n'étant pas, selon lui, établie: en effet, contrairement aux chefs militaires et policiers, il ne pense pas que des informations intéressant la Défense nationale aient été révélés dans les parties du rapport qui ont été divulguées. Cette décision prise, la DST cesse toute enquête et le dossier est transmis à la justice militaire et au capitaine Missoffe, juge d'instruction, qui reçoit alors l'ordre de rassembler toutes les pièces du dossier pour les ranger dans un coffre.
Roger Wybot relate que, entendus par Ramadier le 23 septembre, Mast et Revers nient en bloc les accusations portées contre eux. Cependant, pour la DST, l'enquête est close

### Mesures prises envers les généraux
Le 7 octobre 1949, le général Mast est mis en congé de trois mois avec solde de présence et, le 7 janvier 1950, atteignant la limite d'âge de son grade, est placé dans la deuxième section du cadre de l'état-major général de l'armée, c'est-à-dire en retraite. Quant au général Revers, il est remplacé par le général Blanc après avoir été mis à la disposition du Président du Conseil.

### Divulgation par la presse
Ce non-lieu n’empêche pas la presse d'informer les lecteurs : le 29 septembre 1949, Paul Dehème écrit une nouvelle fois sur le sujet un article où il affirme que Ramadier a révélé au Conseil des ministres qu'une « haute personnalité militaire» avait accepté des fonds « d'un personnage qui n'avait pas à contribuer aux dépenses d'une mission officielle» et que des sanctions disciplinaires allaient être prises. Revers écrit alors à Dehème pour demander rétractation, et ce dernier lui propose alors d'écrire un droit de réponse.
Les journaux de l'opposition, gaulliste et communiste, écrivent alors sur ce sujet, poussant Ramadier à proposer à Revers de démissionner. Ce dernier évoque alors les soucis financiers l'ayant poussé à cette décision.
Les tons des articles sur cette affaire sont violents, surtout de la part des gaullistes et des communistes: Jean Nocher accuse les politiciens de poignarder dans le dos les soldats en Indochine, et, à mots couverts, accuse la SFIO de se préparer à vendre l'Indochine en échange de "piastres sonnantes et trébuchantes." D'autres demandent la Haute Cour. D'autres, utilisant un ton plus modéré, sont aussi sévères pour un régime où des officiers militaires doivent s'attacher les services d'individus douteux pour l'exercice de leurs fonctions.
La presse étrangère se met à intéresser à l'affaire, sachant que Revers fit un voyage aux États-Unis : un article du Time l'accuse d'imprudence dans la gestion d'information sensibles ayant causé des fuites vers le bloc soviétique, causant des remous dans les relations avec l'OTAN.

### Débat politique
Le 17 janvier 1950, tout en essayant d'éviter une crise, Bidault évoque l'affaire devant les Chambres, sous les protestations des députés gaullistes et communistes demandant des explications. Jacques Duclos attaque Teitgen pour avoir promu Peyré dans l'ordre de la Légion d'honneur, et Bastid et Le Troquer pour avoir touché des fonds de Van Co. Finalement, à 349 voix contre 206, une commission sera créée sur l'affaire, composée de quatre membres de chacune des commissions intéressées, soit la Justice, l'Outre-Mer et la défense.

### Second interrogatoire et fuite de Peyré
Malgré le non-lieu, le SDECE n'a toujours pas renoncé à attraper les responsables de la fuite et décide d'interroger leur agent Peyré. Dans la nuit du 13 au 14 novembre, et sans mandat légal ni instruction judiciaire, le capitaine Girardot interroge Peyré, qui se contente de conformer ses déclarations à la DST. Après avoir reçu des promesses de protection, Peyré tire à pile ou face sa réponse et répond « Vous avez gagné. C'est pile : je n'ai pas donné un million au général Revers ». Le compte-rendu est écrit en quatre exemplaires, dont un est remis à Peyré.
Peyré, conservant la crainte d’être éliminé, se met à changer de taxi à chaque trajet, et déclare, le 27 novembre, à son ami Bouzanquet, qu'il paye le fait de n'avoir pas pu fournir des renseignements, qu'il ne détenait pas, sur la SFIO. Il liquide tous ses biens, demande des passeports pour sa famille et, deux jours plus tard, le 29, il part en train pour Marseille et embarque, le lendemain, sur le paquebot Campana avec sa femme, son fils et sa fille, en partance pour le Brésil,.
Le journal gaulliste Carrefour publie un article sur cet interrogatoire irrégulier, poussant Wybot à réagir contre la SDECE, qui l'a tenu au secret sur le sujet.

### Plan politique

#### Commission parlementaire
La commission d’enquête sur cette affaire est dirigée par le député MRP Edmond Michelet et comporte un communiste, Maurice Kriegel-Valrimont, qui diffusera certaines informations à la presse communiste. Ses débats sont secrets et ses travaux vont durer six mois.
Plusieurs incidents émaillèrent les débats: ainsi, un certain Paul Rameau accuse Bertaux de diriger une organisation néo-nazie à Toulouse, accusation dont on a tôt fait de reconnaitre l'inanité. D'autres incidents, plus graves, sont signalés: le colonel Morand fut entendu en l'absence d'autres membres de la commission et, deux mois après les débuts des travaux, Jules Castellani, député RPF de Madagascar, est contraint de se retirer après que l'on ait découvert ses liens avec Peyré, duquel il recevait des timbres sud-américains pour ses enfants. L'absence de Peyré en fait un bouc émissaire idéal pour certains des personnages entendus, qui renvoient sur lui à chaque question délicate en disant qu'il fallait en demander la réponse à Peyré.
Le capitaine Girardot déclare à la commission que le colonel Fourcaud lui a demandé de laver Revers et de salir la SFIO, ce que l'intéressé dément deux jours après, déclarant que les consignes avaient simplement été mal comprises.
Le 26 octobre 1950, Eugène Delahoutre, rapporteur de la commission, dépose officiellement ses conclusions: des procès-verbaux d'interrogatoires, tels que la pièce 112-47 contenant une partie de l'interrogatoire de Peyré, n'auraient pas été transmis à la justice militaire ou auraient tout simplement disparus. Moch explique qu'il s'agissait de pièces en double dont la destruction a été faite dans les règles. Les communistes répliquent en réclamant la Haute Cour, arguant que Peyré en savait trop,.

#### Suites politiques
Le 12 juillet 1950, le gouvernement Pleven I est nommé et, le 28 novembre 1950, le débat sur la Haute Cour commence.
Les communistes déposent une motion préjudicielle, obtenant 235 voix contre 203, sachant que la majorité est de 286 sur 571: Moch échappe à la Haute cour mais Pleven, fragilisé, démissionne avant de demander une nouvelle investiture, évoquant la situation internationale et notamment la guerre de Corée.
D'autres, impliqués dans le traitement de cette affaire, s'en tirent moins bien: Ramadier, ayant voulu protéger le régime, sera pour cela moins attaqué que Moch mais sera marginalisé jusqu'aux dernières années de la 4e république.

### Plan militaire
Le Viet Minh est amené à changer certains de ses plans pour prendre en compte le rapport: des conférences de l'état-major du Viet Minh sont organisées sur ce sujet. De plus, ce rapport a servi à une propagande subversive envers les troupes françaises.
Le général Revers se plaindra du traitement médiatique de l'affaire en arguant que cela a pris le pas sur la situation militaire.
Le fait que ce rapport ait fuité a amené les autorités militaires à ne pas suivre certaines de ses recommandations, telles que l'évacuation des postes frontaliers, de sorte que, en octobre 1950, les unités de Cao Bang furent décimées au cours de la bataille de la RC 4 et Langson tomba en laissant suffisamment de matériel pour équiper cinq régiments complets de rebelles, affectant la situation militaire jusqu'à Diên Biên Phu.
On ne saura jamais la vérité, mais il  semble que toute l’affaire ait été manigancée au ministère de la France d’Outre-Mer pour discréditer les politiciens français qui commençaient à douter de la solution Bao Đai et le faisaient savoir, assisté de tous ceux pour qui l’évacuation de la R.C. 4 ou l’entente avec Hô prônée dans le rapport étaient des anathèmes[réf. nécessaire]. Le scandale implique tellement de personnalités importantes que le gouvernement procéder à un « enterrement de première classe » de l’affaire dont seul Revers, coupable uniquement d’avoir remis une copie du rapport à son ami le général Mast, fait les frais en étant mis à la retraite alors qu’il a prédit tout ce qui va se dérouler en octobre sur la R.C. 4. Deux choses sont alors claires : tous les responsables français, à Paris comme à Hanoï, savent maintenant officiellement que la Chine représente un grand danger, et le Viêt Minh est maintenant au courant des plans français, notamment ceux concernant la R.C. 4.